# چانگ ای
چانگ ای یا چانگ-او (به چینی: 嫦娥) در اسطوره‌شناسی چین ایزدبانوی ماه، دختر ایزد آب‌ها و همسر تیرانداز آسمانی یی است. در زبان چینی، «چانگ» به معنی زن نامیرا و «ای» به معنی شریک است. او به عنوان یکی از ایزدبانوان اصلی در اسطوره‌شناسی چین، دین‌های سنتی چینی، بوداگرایی چینی، کنفسیوس‌گرایی، و تائوئیسم محسوب می‌شود.

## افسانه

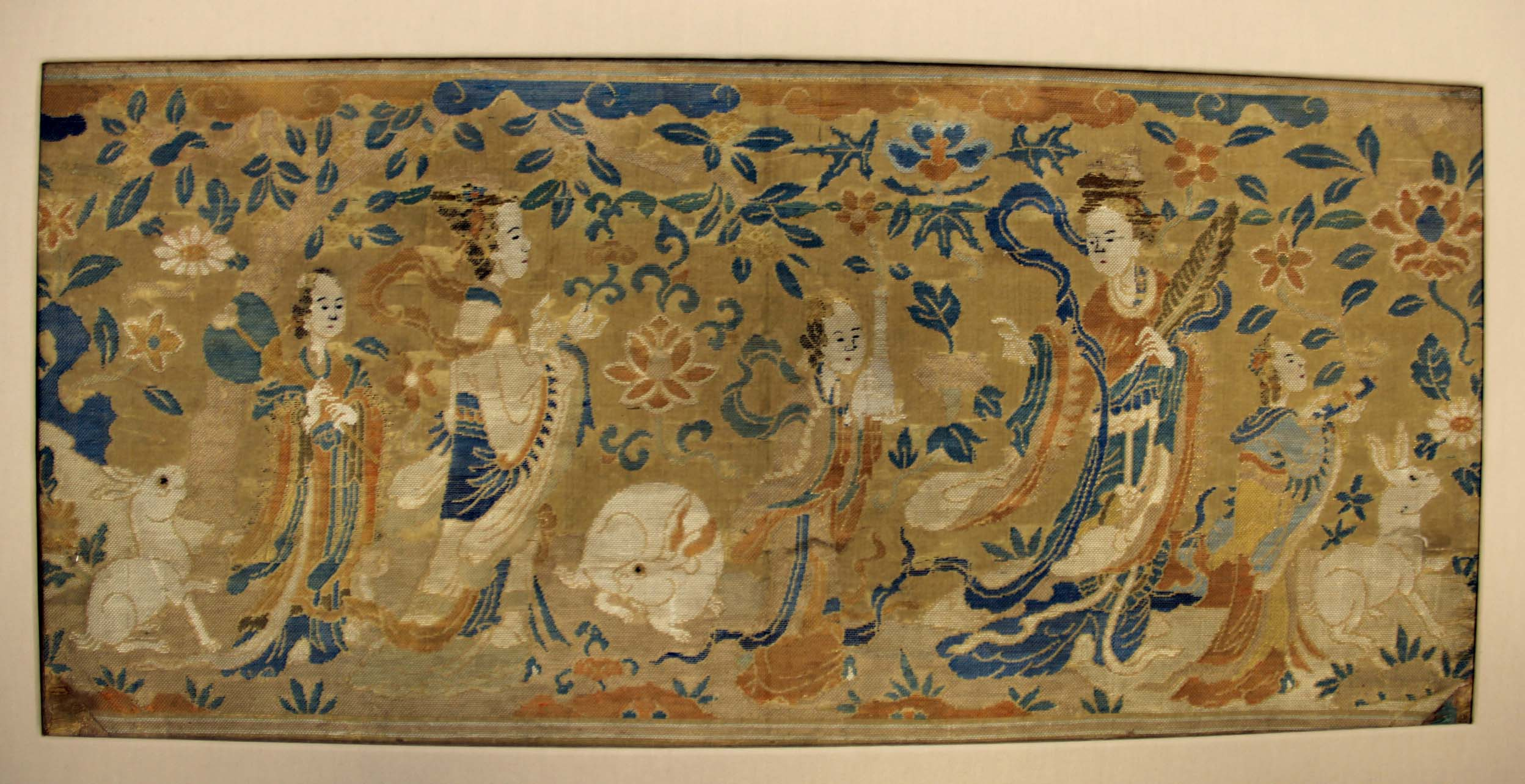
مرتبط

در یکی از داستان‌ها، «یی» ایزد نجومی، در ازای دو اکسیر حیات برای استفاده خود و همسرش، قبول کرد کاخی تابستانی برای شی وانگ مو بسازد. چانگ ای به زمین تبعید شد، آنگاه هر دو اکسیر حیات را به او بخشیدند، آن هم به مقداری که برای دو تن بسنده بود، اما باعث شد که اگر آن‌ها آن را بنوشند، فقط یک تن به آسمان‌ها خواهد رفت. زمانی که یی از خانه دور بود، چانگ ای از فرط خستگی همهٔ آن را سر کشید و فوراً به ماه صعود کرد. ناگهان یی بازگشت و دید همسرش به ماه صعود کرده است. او سعی کرد چانگ ای را بگیرد، اما دیگر از دسترس خارج شده بود. هرچند جاودانگی چانگ ای تضمین شده بود، اما در نهایت به وزغی تبدیل شد همراه یک خرگوش صحرایی که در هاون می‌کوبید و پیرمردی که درخت دارچین را تکه‌تکه می‌کرد. تصاویری که بی‌شک ملهم از الگوهای دهانهٔ آتشفشان بر سطح ماه است و بی‌شباهت به «انسان در ماه» غربی‌ها نیست.
در روایت دیگری، پس از اینکه «یی» نه تن از ایزدان خورشید را از درخت فو سانگ فرو افکند و تمام مردم روی زمین نجات پیدا کردند، او بیشتر و بیشتر به شهرت رسید و افراد بیشتری خواستار شاگردی او شدند. یی بسیاری از آن‌ها را به شاگردی پذیرفت. اما همه شاگردان یی دارای شخصیتی خوب نبودند. فنگ منگ، یکی از شاگردانش، قصد تصاحب اکسیر حیات او را داشت. در یکی از روزها، یی همراه با شاگردانش به شکار رفت، اما فنگ منگ وانمود کرد بیمار شده و در خانه ماند. وقتی مطمئن شد یی به اندازه کافی از خانه‌اش دور شده است، به خانه او رفت و چانگ ای را مجبور کرد اکسیر حیات را به او بخشد. چانگ ای که می‌دانست از پس فنگ منگ برنخواهد آمد، بلافاصله تمام آن را نوشید. اکسیر او را جاودانه ساخت و هر لحظه به بالا و بالاتر پرواز نمود تا اینکه در ماه توقف کرد. از این رو مردم اغلب برای سلامتی و رسیدن به ثروت، چانگ ای را دعا می‌کردند. چانگ ای را معمولاً در طی جشنواره نیمه فصل پاییز (شب ماه کامل در هشتمین ماه قمری چینی) پرستش می‌کردند و مقدار زیادی مواد غذایی به او پیشکش می‌نمودند.